# Проклятье дракона
«Проклятье дракона» (англ. The Curse Of The Dragon или Bruce Lee: Curse of the Dragon) — документальный фильм, снятый в 1993 году о жизни Брюса Ли.

## Сюжет
Этот фильм, состоящий из двух частей, рассказывает о жизни и мистической смерти Брюса Ли. Так, об этом человеке в своих интервью, также приведённых в фильме, вспоминают многие актёры и просто члены съёмочных бригад, работавшие с ним над созданием картин, в том числе и его сын Брэндон Ли.

## В ролях
```

```

| - Карим Абдул-Джаббар - Роберт Бейкер (архивные съёмки) - Алекс Бен Блок - Линда Ли Кадвелл - Джеймс Коберн - Джесси Гловер - Альберт Голдман - Дэн Иносанто - Таку Кимура - Брэндон Ли | - Брюс Ли (архивные съёмки) - Роберт Ли - Шеннон Ли - Чак Норрис - Джордж Такеи (рассказчик) - Джордж Тан - Жан-Клод Ван Дамм - Роберт Уолл - Фред Вентрауб - Боло Ён |